# .ею
.ею — кириллический национальный домен верхнего уровня для Европейского союза.
5 мая 2010 года в процесс IDN Fast Track была подана заявка на признание .ευ и .ею как представляющих Европейский союз в греческой и кириллической системах письма соответственно. 9 января 2012 года в результате анализа проведённого группой по обеспечению стабильности DNS в системе IDN Fast Track, было установлено, что «кириллический скрипт» не представляет никакой угрозы стабильности или безопасности DNS. Впоследствии был одобрен запрос о том, чтобы .ею представлял Европейский союз.